# 池畠旭佳瑠
池畠 旭佳瑠（いけはた ひかる、1994年8月31日 - ）は、日本の陸上選手。三段跳を専門とする。
聖望学園高等学校、東海大学を卒業し、駿大AC所属。

## 成績
出典：
- 2023年世界陸上競技選手権大会 予選
- 2023年アジア陸上競技選手権大会 2位
- 2024年アジア室内陸上競技選手権大会 4位
- 日本選手権優勝（2020年、2023年）